# محمد برهام المشاعلي
محمد برهام المشاعلي هو كاتب مصري.

## مؤلفات
| الاسم                                                                   | دار النشر                              | تاريخ النشر | عدد الصفحات | ردمك ISBN            | المصدر               |
| ----------------------------------------------------------------------- | -------------------------------------- | ----------- | ----------- | -------------------- | -------------------- |
| الطب الطبيعي علم دواء وشفاء                                             | مؤسسة حورس الدولية للنشر والتوزيع      | 2020        | 287         | (ردمك 9789776759596) | [ 1 ] [ 2 ]          |
| رومانة الميزان في صناعة القرار السياسي الإسرائيلي                       | مكتبة الوفاء القانونية                 | 2020        | 340         | (ردمك 9789776759596) | [ 3 ] [ 4 ] [ 5 ]    |
| فقه الأحوال الشخصية (دراسة مقارنة)                                      | دار الفكر والقانون                     | 2010        | 422         | (ردمك 9789776253219) | [ 6 ] [ 7 ] [ 8 ]    |
| الطب البديل                                                             | دار الفاروق للاستثمارات الثقافية       | 2008        | 287         | (ردمك 9774085051)    | [ 9 ] [ 10 ]         |
| إسرائيل من أين وإلى أين؟                                                | العربي للنشر والتوزيع                  | 2008        | 235         | (ردمك 9789776759596) | [ 11 ] [ 12 ] [ 13 ] |
| كيف نصحح صورة الإسلام في الغرب                                          | مؤسسة حورس الدولية للنشر والتوزيع      | 2020        | 288         | (ردمك 9789776759619) | [ 14 ] [ 15 ]        |
| إستراتيجية الحرب بين التشريع الإسلامي والاتفاقيات الدولية               | مكتبة القانون والاقتصاد للنشر والتوزيع | 2009        | 461         | (ردمك 9786038106266) | [ 16 ] [ 17 ]        |
| موسوعة علم الاقتصاد                                                     | مكتبة القانون والاقتصاد للنشر والتوزيع | 2009        |             | (ردمك 9786038106277) | [ 18 ]               |
| الاغتصاب والشذوذ بين الشريعة والقانون الوضعي                            | مكتبة القانون والاقتصاد للنشر والتوزيع | 2009        | 320         | (ردمك 9786038106233) | [ 19 ] [ 20 ]        |
| الموسوعة الثقافية الشاملة                                               | مكتبة القانون والاقتصاد للنشر والتوزيع |             |             | (ردمك 9786038106277) | [ 21 ]               |
| الموسوعة السياسية والاقتصادية                                           | مكتبة القانون والاقتصاد للنشر والتوزيع | 2017        | 317         | (ردمك 977-414-014-1) | [ 22 ] [ 23 ]        |
| موسوعة علم الاقتصاد و الاقتصاد الاسلامي و البورصة / محمد برهام المشاعلي | مكتبة القانون والاقتصاد للنشر والتوزيع | 2009        | 374         | (ردمك 977-414-014-1) | [ 24 ]               |